# Louis Maes
Lodewijk Petrus Celest (Louis) Maes (Willebroek, 6 februari 1913 - onbekend) was een Belgisch kajakker.

## Levensloop
Maes vertegenwoordigde België op de Olympische Spelen van 1936 te Berlijn. Hij werd er elfde in de eindstand van de K1 10.000 meter.